# Abanico aluvial

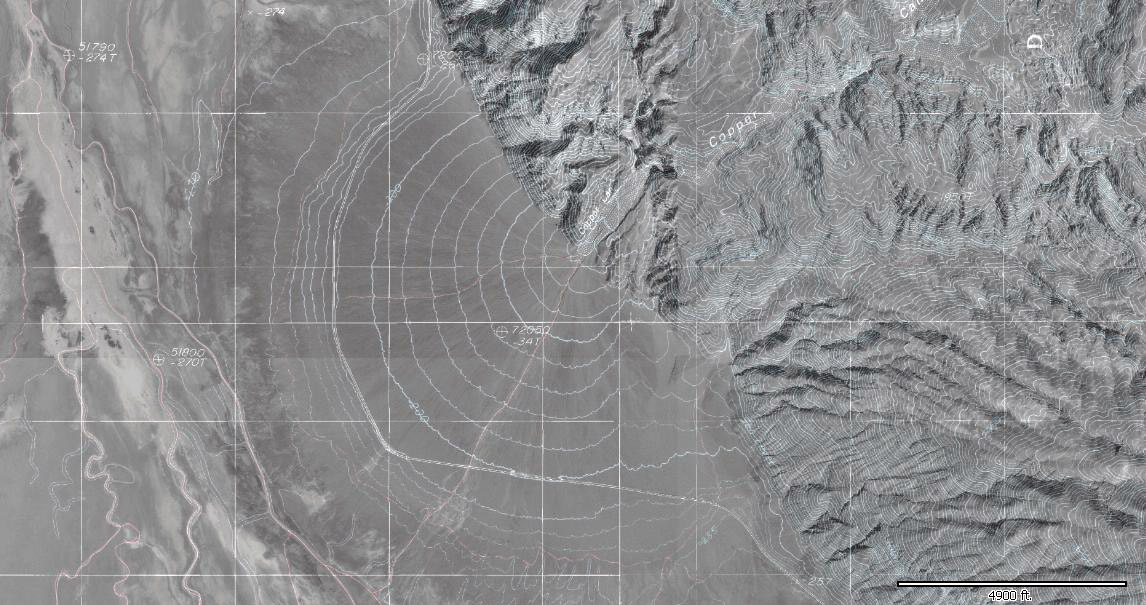
Vista aérea de un abanico aluvial en el Valle de la Muerte.

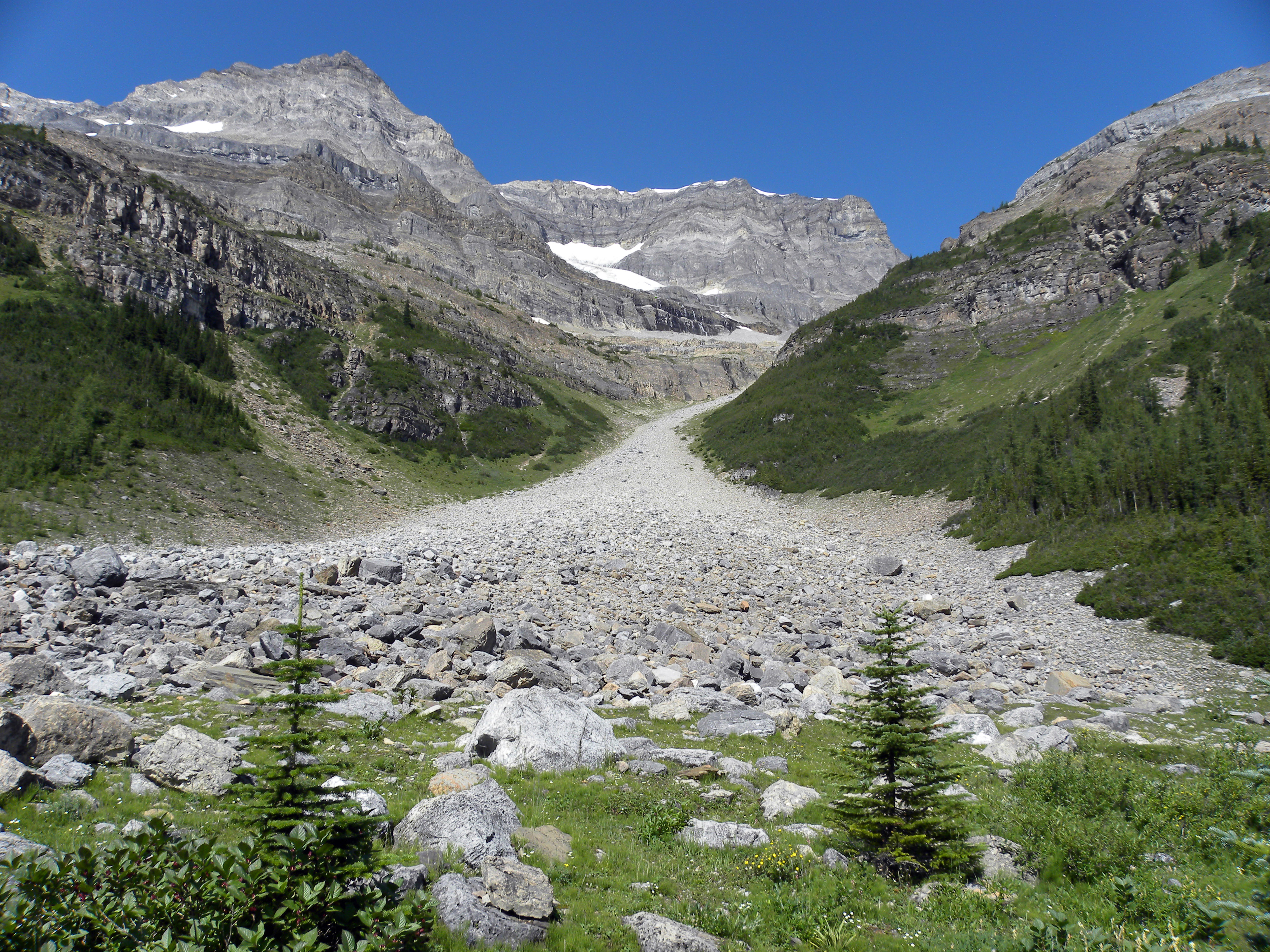
Abanico aluvial encima del lago Louise, Alberta, Canadá.

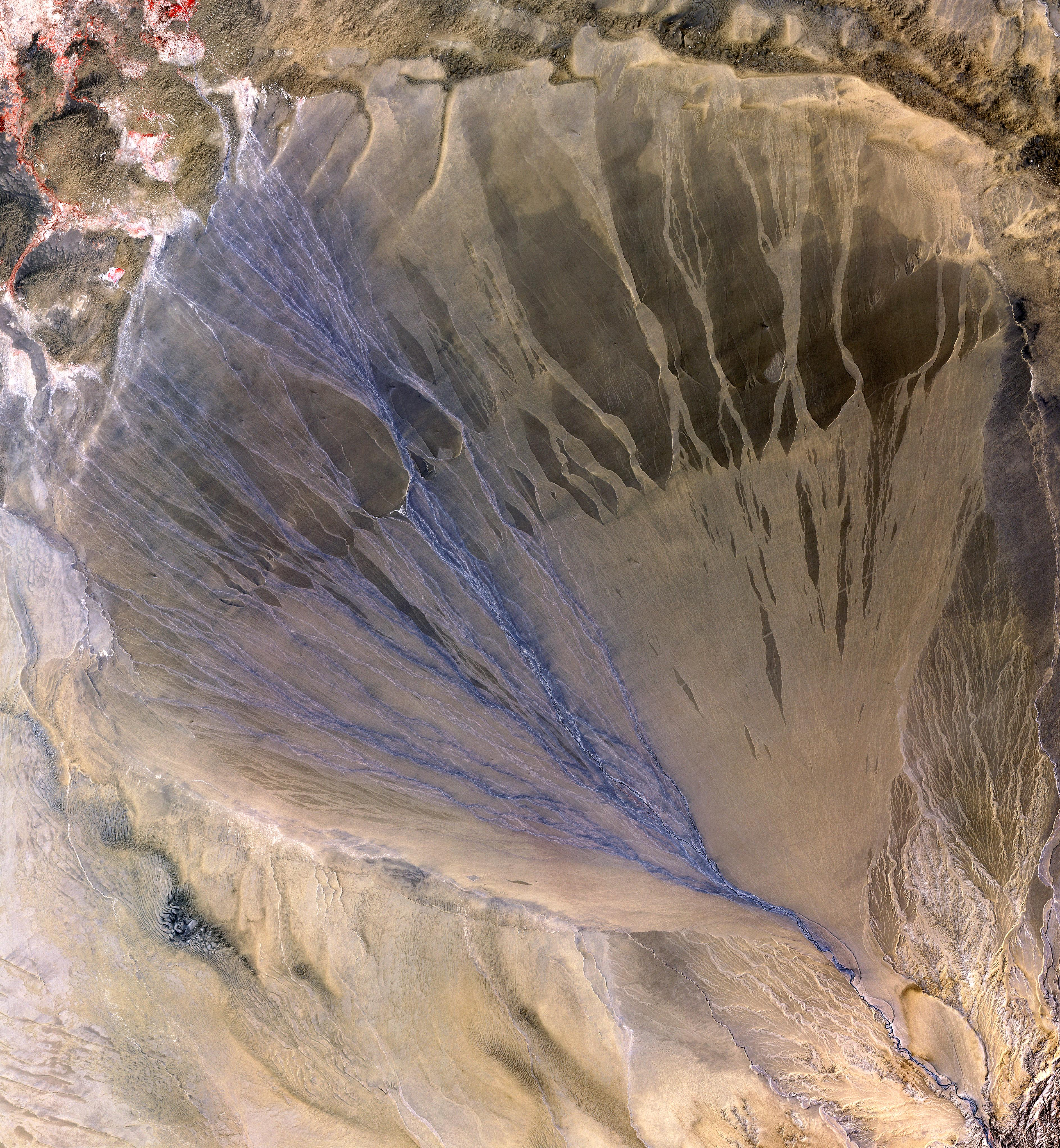
Un vasto abanico aluvial aflora en el desolado paisaje entre las cordilleras Kunlun y Altun, que forman la frontera sur del desierto Taklamakán, en Xinjiang. El lado izquierdo es la parte activa del abanico y aparece de color azul a causa del agua que fluye en las numerosas pequeñas corrientes. (Crédito: NASA/GSFC/METI/ERSDAC/JAROS/ASTER).

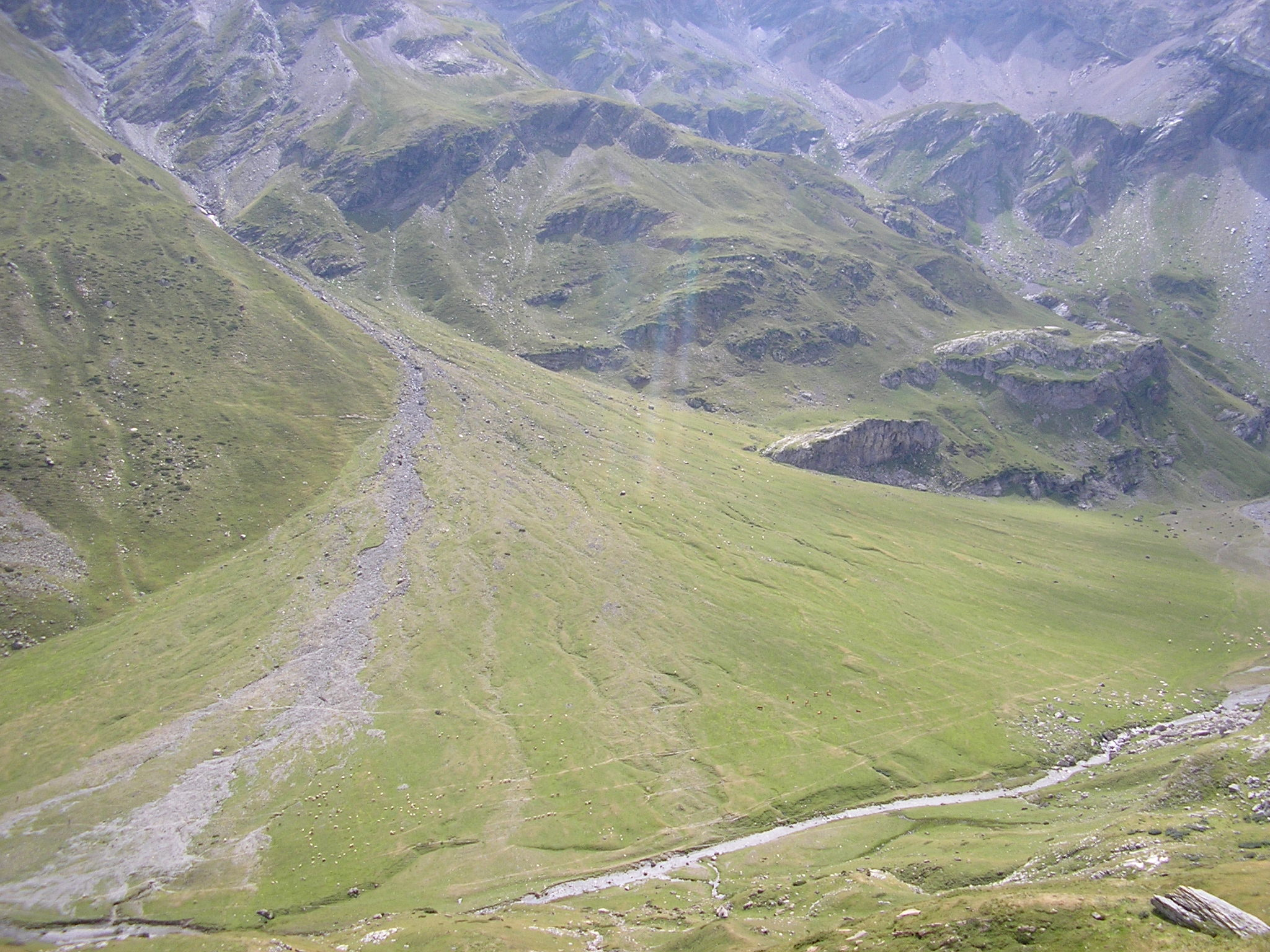
Abanico aluvial en los Pirineos franceses.

Un abanico aluvial o cono de deyección, es en geomorfología una forma del terreno o accidente geográfico formado cuando una corriente de agua que fluye rápidamente entra en una zona más tendida y su velocidad disminuye, extendiéndose su cauce en abanico, en general a la salida de un cañón en una llanura plana. 
Los abanicos aluviales suelen formarse cuando el flujo emerge de un canal confinado y queda libre para extenderse e infiltrarse en la superficie. Esto reduce la capacidad de transporte del flujo y da lugar a deposición de sedimentos. El flujo puede adoptar la forma de flujos de detritos infrecuentes o de uno o varios arroyos efímeros o perennes.
Los abanicos aluviales son comunes en el registro geológico, como en las cuencas triásicas del este de Norteamérica y la Nueva Arenisca Roja del sur de Devon. Estos depósitos en abanico contienen probablemente las mayores acumulaciones de grava del registro geológico. También se han encontrado abanicos aluviales en  Marte y Titán, lo que demuestra que se han producido procesos fluviales en otros mundos.
Algunos de los mayores abanicos aluviales se encuentran a lo largo del frente montañoso del Himalaya en la llanura indogangética. Un desplazamiento del canal de alimentación (una avulsión nodal) puede provocar inundaciones catastróficas, como ocurrió en el abanico del río Kosi en 2008.

## Características
Su vista en planta presenta el aspecto de un abanico y se origina a partir de la sedimentación de la carga sólida transportada por una corriente fluvial allí donde esta pierde súbitamente fuerza debido a la brusca disminución de la gradiente topográfica que se produce cuando un río que corre por entre las montañas alcanza la llanura del pie de monte o por otra causa parecida desde el punto de vista hidrodinámico, como cuando una corriente tributaria alcanza un valle de menor gradiente. De esta forma, la acumulación ocurre por desconfinamiento y pérdida súbita de capacidad y competencia de los procesos sedimentarios intervinientes, flujos fluidales y flujos de gravedad.

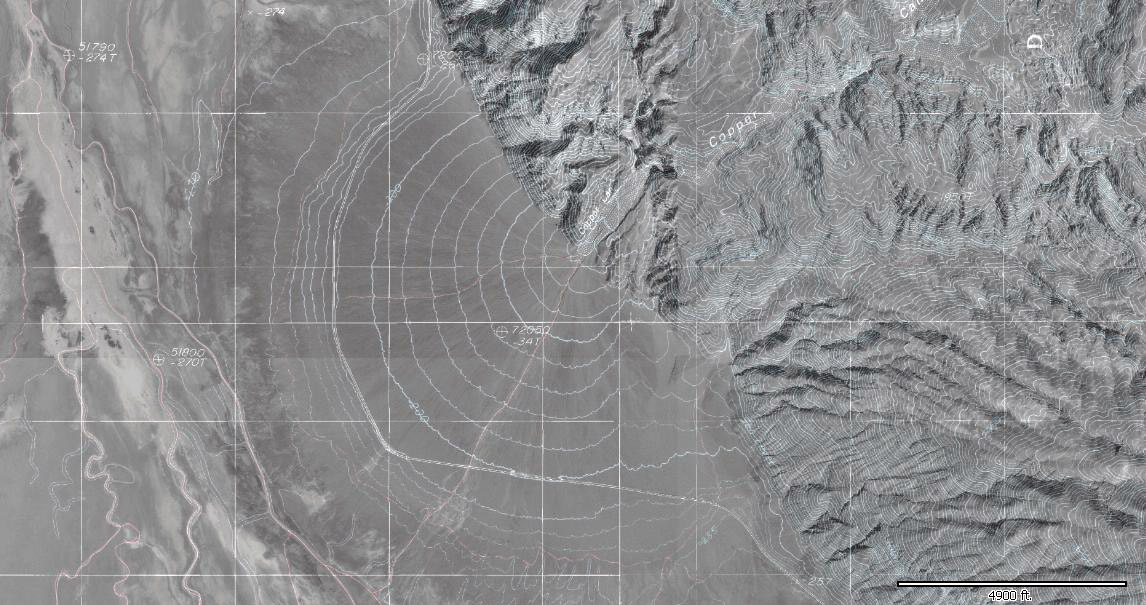
Abanico aluvial en Valle de la Muerte

Un abanico aluvial es una acumulación de sedimentos que se abre en abanico a partir de una fuente concentrada de sedimentos, como un estrecho cañón que emerge de un escarpe. Esta acumulación tiene la forma de una sección de un cono poco profundo, con su ápice en la fuente de sedimentos.
Los abanicos aluviales varían mucho en tamaño, desde unos pocos metros en la base hasta 150 kilómetros, con una pendiente de 1,5 a 25 grados. Algunos abanicos aluviales gigantes tienen superficies de casi 20 000 kilómetros cuadrados (7722,0 mi²). La pendiente medida desde el ápice es generalmente cóncava, con la pendiente más pronunciada cerca del ápice (el abanico proximal o cabeza de abanico) y cada vez menos pronunciada más lejos (el abanico medio o abanico medio) y menos pronunciada en los bordes del abanico (el abanico distal o abanico exterior). En el abanico proximal puede haber depósitos de tamiz, que son lóbulos de grava gruesa. Los sedimentos de un abanico aluvial suelen ser gruesos y mal clasificados, y los más gruesos se encuentran en el abanico proximal.

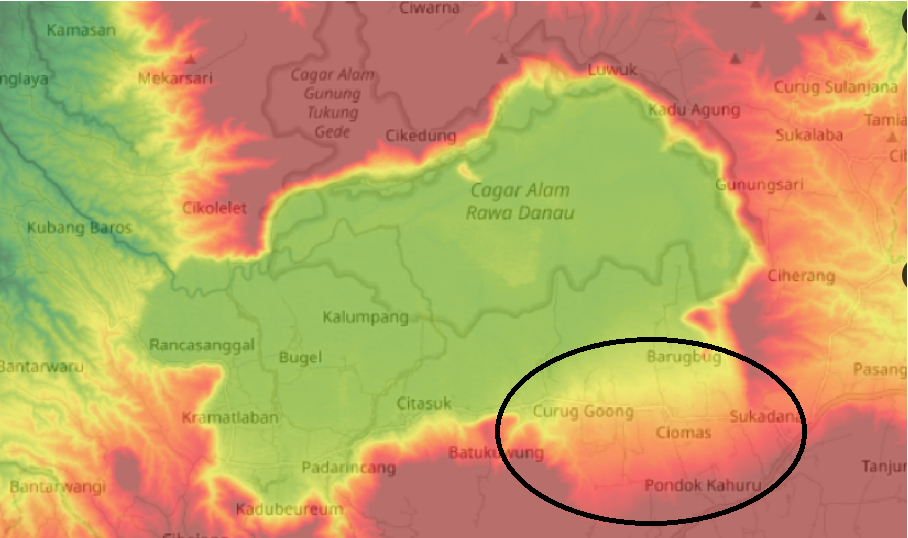
Mapa topográfico de un abanico aluvial cerca de Rawa Danau Caldera, Java Occidental, Indonesia

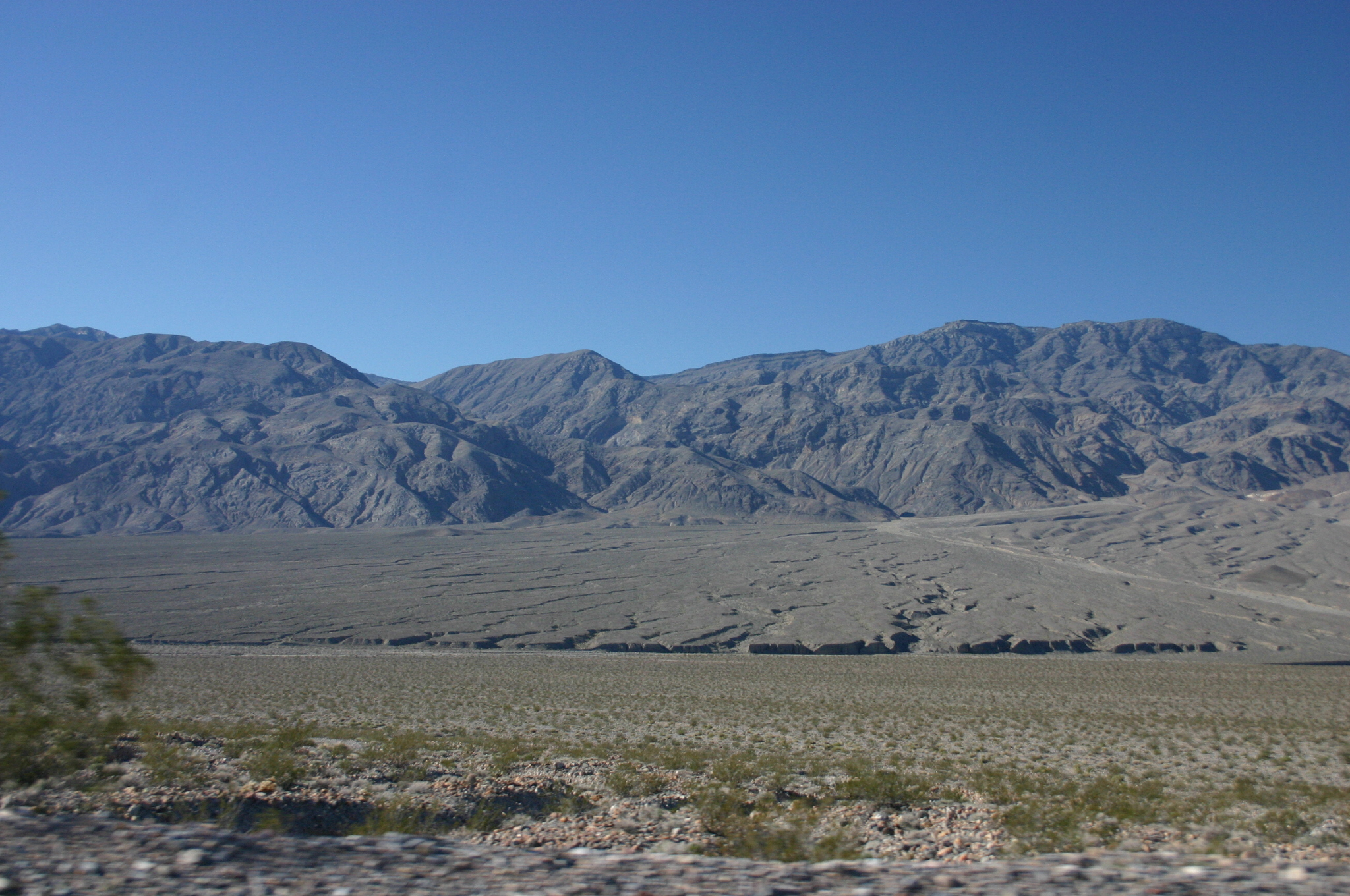
Gran abanico aluvial en el Valle de la Muerte mostrando un perfil de "punta recortada"

Cuando hay suficiente espacio en la llanura aluvial para que todos los depósitos de sedimentos se abran en abanico sin entrar en contacto con las paredes de otros valles o ríos, se desarrolla un abanico aluvial no confinado. Los abanicos aluviales no confinados permiten que los sedimentos se abran en abanico de forma natural, y la forma del abanico no se ve influida por otras características topológicas. Cuando la llanura aluvial está más restringida, de modo que el abanico entra en contacto con barreras topográficas, se forma un abanico confinado.
La erosión ondulatoria o de canal del borde del abanico (erosión lateral) produce a veces un abanico "recortado en punta", en el que el borde del abanico está marcado por un pequeño escarpe. Estos abanicos pueden registrar cambios climáticos o procesos tectónicos, y el proceso de erosión lateral puede aumentar el potencial del acuífero o yacimiento de petróleo del abanico. Los abanicos de punta en el planeta Marte proporcionan pruebas de sistemas fluviales pasados.}
Cuando numerosos ríos y arroyos salen de un frente montañoso hacia una llanura, los abanicos pueden combinarse para formar un delantal continuo. Esto se conoce como bajada o llanura aluvial de piedemonte.

## Morfología
El perfil radial del abanico aluvial es cóncavo, mientras que perfil transversal es marcadamente convexo. Generalmente los sedimentos más gruesos se hallan localizados en la zonas proximales, mientras que los más finos se hallan hacia la zonas distales del abanico.
En la descripción de abanicos aluviales se utiliza la siguiente subdivisión: zona de cabecera, correspondiente a la parte más cercana al ápice asociada normalmente a conglomerados y clasto de tamaño, zona de cuerpo, presentando normalmente alternancia de conglomerados con areniscas y la zona de pie del abanico correspondiente a zonas distales que puede interdigitarse con otros ambientes sedimentarios, que puede ser caracterizada a la alternancia de areniscas con estratificación cruzada. La pendiente general varía entre 5° y 10° en la zona de la cabecera y de 1° a 2° en el pie, existiendo una correlación positiva entre pendiente del abanico y calibre del sedimento.
Con respecto a las diferencias entre abanicos aluviales y los ríos se puede decir que los primeros tienen mayor pendiente que ríos “normales”. Es posible decir que existe una relación correlación positiva entre área del abanico y área de la cuenca de drenaje, como también una tendencia que correlaciona negativamente la pendiente del abanico y el área de la cuenca de drenaje.

## Procesos que lo generan
Aunque la vista en planta puede semejar a la de un delta litoral, los procesos que generan a estas dos formas son esencialmente diferentes, como son diferentes las estructuras sedimentarias que las caracterizan. En efecto, mientras que el abanico aluvial es una formación continental, el delta hidrográfico es típicamente litoral, en el sentido que el ambiente en que se genera es el de transición entre el continental y el marino o lacustre; el delta litoral también se forma por la disminución de la velocidad de la corriente y consecuente disminución de la capacidad de transporte de la corriente fluvial.
Los abanicos aluviales suelen formarse donde un canal alimentador confinado sale de un frente montañoso o de un margen glaciar. A medida que el flujo sale del canal alimentador hacia la superficie del abanico, puede extenderse en canales anchos y poco profundos o infiltrarse en la superficie. Esto reduce la capacidad de transporte del flujo y da lugar a la deposición de sedimentos.
.

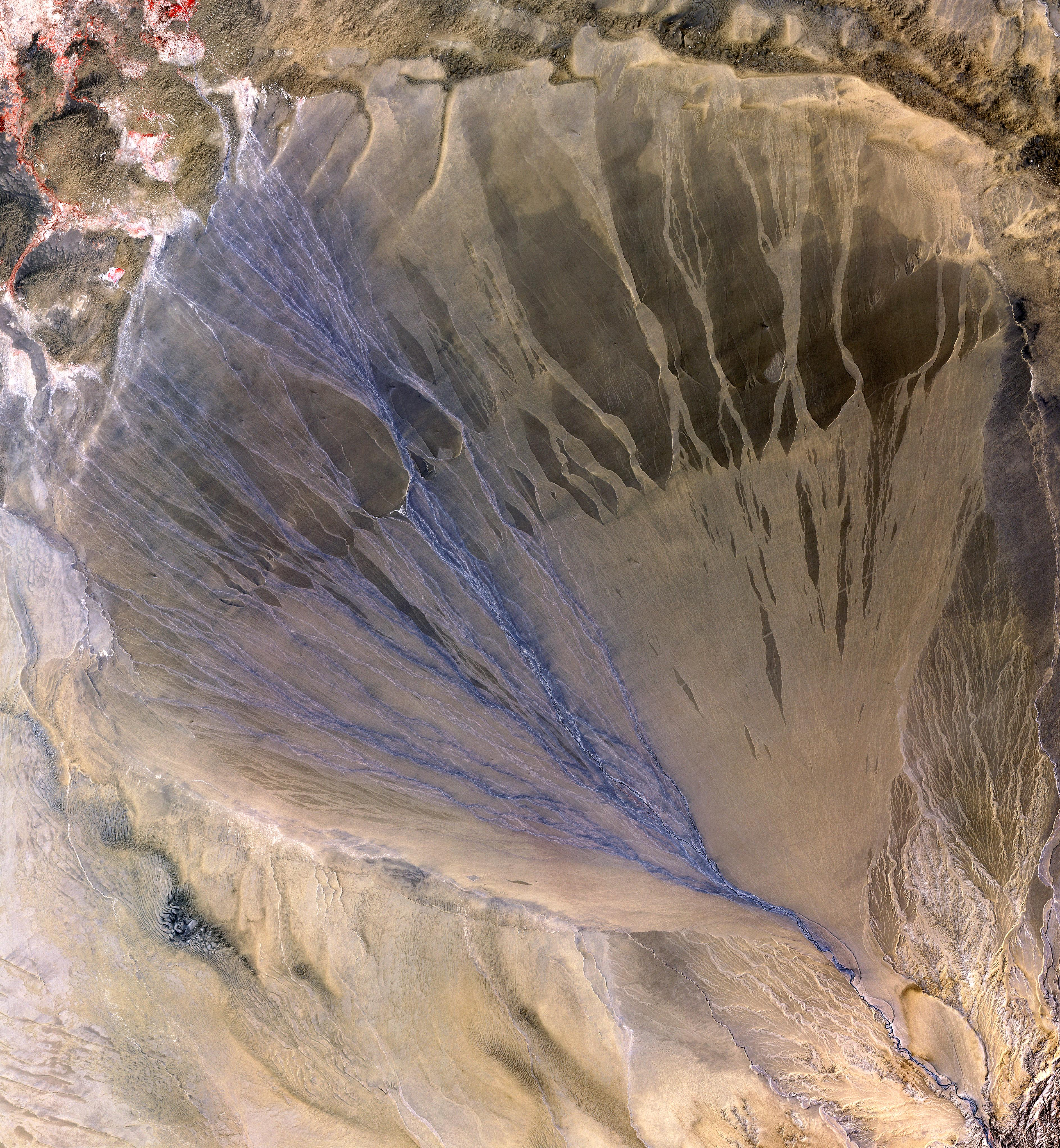
Abanico aluvial en el desierto de Taklamakan en Xinjiang mostrando los sectores izquierdo activo y derecho inactivo

El flujo en el abanico proximal, donde la pendiente es más pronunciada, suele limitarse a un único canal. (una zanja de cabeza de abanico ), que puede tener hasta 30 metros de profundidad. Este canal está sujeto a la obstrucción por sedimentos acumulados o flujo de escombros, lo que hace que el flujo se salga periódicamente de su antiguo canal (avulsión nodal) y se desplace a una parte del abanico con una pendiente más pronunciada, donde se reanuda la deposición. Como resultado, normalmente sólo una parte del abanico está activa en un momento dado, y las zonas desviadas pueden sufrir formación de suelo o erosión..
Los abanicos aluviales pueden estar dominados por flujos de detritos (abanicos de flujos de detritos) o flujos fluviales (abanicos fluviales). El tipo de abanico que se forma está controlado por el clima,  tectónica, y el tipo de roca madre en la zona que alimenta el flujo hacia el abanico.

### Flujo de detritos
Los abanicos de escombros reciben la mayor parte de sus sedimentos en forma de flujos de escombros. Los flujos de detritos son mezclas de agua y partículas de todos los tamaños, desde arcilla hasta cantos rodados, que se asemejan al hormigón húmedo. Se caracterizan por tener un límite elástico, lo que significa que son muy viscosos a velocidades de flujo bajas, pero se vuelven menos viscosos a medida que aumenta la velocidad del flujo. Esto significa que un flujo de escombros puede detenerse mientras aún se encuentra en un terreno moderadamente inclinado. Entonces, el flujo se consolida por su propio peso.
Los abanicos de flujo de detritos se producen en todos los climas, pero son más comunes cuando la roca de origen es lodolita o saprolito rica en matriz, en lugar de regolito más grueso y permeable. La abundancia de sedimentos de grano fino favorece el fallo inicial de la ladera y el posterior flujo cohesivo de escombros. La saturación del coluvión rico en arcilla por tormentas localmente intensas inicia el fallo de la ladera. El flujo de detritos resultante se desplaza por el canal de alimentación hasta la superficie del abanico.
Los abanicos de flujo de detritos tienen una red de canales distribuidores, en su mayoría inactivos, en la parte superior del abanico que da paso a lóbulos de nivel medio a inferior. Los canales tienden a ser rellenados por flujos de detritos cohesivos posteriores. Por lo general, sólo un lóbulo está activo a la vez, y los lóbulos inactivos pueden desarrollar barniz del desierto o desarrollar un perfil de suelo a partir de la deposición de polvo eólico, en escalas de tiempo de 1000 a 10 000 años. Debido a su alta viscosidad, los flujos de detritos tienden a confinarse al abanico proximal y medial, incluso en un abanico aluvial dominado por flujos de detritos, y las crecidas dominan el abanico distal. Sin embargo, algunos abanicos dominados por flujos de detritos en climas áridos están formados casi en su totalidad por flujos de detritos y gravas de retardo procedentes del aventamiento eólico de flujos de detritos, sin evidencias de flujos en lámina o depósitos de tamiz.} Los abanicos dominados por flujos de detritos tienden a ser escarpados y con poca vegetación.

### Fluviales
Los abanicos fluviales (abanicos dominados por flujos de corriente) reciben la mayor parte de sus sedimentos en forma de flujo de corriente en lugar de flujos de detritos. Se distinguen menos de los depósitos fluviales ordinarios que los abanicos de flujos de detritos.
Los abanicos fluviales se producen donde hay un flujo de corriente perenne, estacional o efímero que alimenta un sistema de canales tributarios en el abanico. En climas áridos o semiáridos, la deposición está dominada por lluvias poco frecuentes pero intensas que producen crecidas repentinas en el canal alimentador. Esto da lugar a inundaciones en lámina en el abanico aluvial, donde el agua cargada de sedimentos abandona los confines de su canal y se extiende por la superficie del abanico. Estas pueden incluir flujos hiperconcentrados que contienen entre un 20% y un 45% de sedimentos, que son intermedios entre las inundaciones en lámina que tienen un 20% o menos de sedimentos y los flujos de escombros con más de un 45% de sedimentos. A medida que la crecida retrocede, suele dejar un rezago de depósitos de grava que tienen la apariencia de una red de arroyos trenzados.
Cuando el flujo es más continuo, como con el deshielo primaveral, el flujo de canal incisivo en canales de 1-4|metros de alto tiene lugar en una red de arroyos trenzados. Estos abanicos aluviales suelen tener una pendiente menos pronunciada, pero pueden llegar a ser enormes. El Kosi y otros abanicos a lo largo del frente montañoso del Himalaya en la llanura indogangética son ejemplos de gigantescos abanicos aluviales dominados por el flujo de los arroyos, a veces descritos como megafans. Aquí, el movimiento continuado del esfuerzo limítrofe principal durante los últimos diez millones de años ha concentrado el drenaje de 750 km de frente montañoso en sólo tres enormes abanicos.
En el delta fluvial la sedimentación se debe a que los materiales sólidos transportados por la corriente fluvial resultan demasiado pesados cuando la corriente fluvial pierde fuerza al encontrar la resistencia de un cuerpo de agua (lago, laguna, océano, etc.). Aun así, algunas veces suele llamarse delta seco a algunos abanicos aluviales, como sucede en el delta del Okavango (Botsuana, África).
En México y el oeste de Estados Unidos, se denomina en algunas ocasiones bajada al talud continuo que resulta de la coalescencia lateral de varios abanicos aluviales que se suceden uno al lado del otro en una llanura de pie de monte. 
El pie de la vertiente occidental de la cordillera occidental de los Andes peruanos está constituido por una sucesión de abanicos aluviales que determinan la llanura costera de baja gradiente del pie de monte andino del Perú; cuando el abanico es suficientemente amplio da lugar a un terreno de gran vocación agrícola, intensamente irrigado por canales que se derivan del río principal y, en algunos casos, también por aguas extraídas del subsuelo acuífero.
Lima y las otras ciudades de la costa peruana se levantan sobre estas llanuras, que determinan sus posibilidades y problemas. Debido a los procesos litorales, una porción importante del abanico aluvial de Lima está erosionada dando lugar a un excepcional corte geológico que permite observar las estructuras sedimentarias del abanico aluvial que caracterizan el singular paisaje de los acantilados costeros de los distritos occidentales de la ciudad. La erosión litoral del abanico aluvial de Lima ha hecho que este asuma un contorno distal cóncavo (bahía de Lima), en lugar del contorno convexo que corresponde a los abanicos.

## Zonificación y facies
En los abanicos aluviales se pueden distinguir tres zonas, respondiendo principalmente a factores de distribución areal y a la distribución de facies susceptibles de ser reconocidas en el registro estratigráfico.
- Zona de cabecera. Es la parte más alta del abanico, de reducida extensión areal, presentando granulometrías gruesas y heterométricas, constituida por flujos masivos (debris flows) con un comportamiento viscoso o por flujos acuosos muy densos, su grado de preservación en el registro estratigráfico es bajo. Los sedimentos se caracterizan por ser paraconglomerados gruesos (matriz soportada) que típicamente muestran una falta de imbricación y de estratificación, con una concentración de clastos más gruesos en la parte superior y exterior de los lóbulos. Ellos se interdigitan con los estratos horizontales de ortoconglomerados con cantos imbricados, depositados por las corrientes rápidas.

- Zona de cuerpo del abanico. Se caracteriza por una falta general de aguas superficiales debido a la infiltración, con cauces más raros y someros. Con predominancia de transporte de materiales mediante corrientes tractivas en cursos con morfología trenzada, barras entrelazadas, con mayor participación de corrientes fluidas. La estratificación está mejor desarrollada, mejora la selección, y los clastos son más pequeños y más redondeados. Las areniscas se vuelven más abundantes y normalmente muestran estratificación masiva, laminación cruzada planar y guijarros dispersos. Lentejones de limo pueden ser comunes. Con mayor extensión que la zona de cabecera, presenta dos zonas diferenciadas. La superior (interna) muestra una buena equivalencia lateral con la zona de cabecera de la que proceden algunos episodios masivos y sobre todo de la que proceden los flujos acuosos densos y altamente energéticos (sheet floods). La zona externa posee facies que cuando se trata de materiales conglomeráticos, muestra un transporte mediante corrientes acuosas, que pueden redondear los clastos por impacto y realizar alguna selección granulométrica de los mismos.

- Zona de pie del abanico. Es normalmente la de mayor extensión, se prolonga hasta las zonas donde se observa la influencia del transporte de sedimentos, su pendiente es más suave y su granulometría más fina, mostrando un mayor número de canales debido a la reaparición de las aguas superficiales. Con predominancia de transporte de materiales mediante corrientes tractivas en cursos con morfología trenzada. Se distinguen dos zonas. La zona superior se caracteriza por tener materiales canalizados. Las facies predominantes son arenosas, y lutiticas con intercalaciones gruesas con tendencia granocreciente y presencia de canales. La zona externa presenta granos finos y muy finos. Estas zonas pueden tener periodos prolongados de no sedimentación, favoreciéndose el desarrollo de paleosuelos. Muestra cuerpos canalizados menos abundantes. Esta zona puede presentar interdigitaciones con otros ambientes (evaporítico, lacustre, fluvial).

## Clasificación
La siguiente es la clasificación comúnmente más utilizada para describir abanicos aluviales.
- Abanicos húmedos. Con corrientes (semi) perenne pueden cubrir miles de kilómetros cuadrados y cuentan también con gradientes más bajos, normalmente menores a 1º. En estos existe un predominio de flujos fluidos.

- Abanicos secos o áridos. Con escurrimiento esporádico, está dominado por flujo de detritos. Normalmente se desarrollan a lo largo de los escarpes de falla y en grabens, donde el tectonismo renovado, lleva a repetirse la sedimentación. Pueden cubrir unas pocas decenas de kilómetros cuadrados y puede mostrar gradientes globales de más de 3º.

## Respuestas al levantamiento tectónico
En caso de que el abanico aluvial se encuentre condicionado principalmente por factores tectónicos, el abanico aluvial responderá a variaciones del equilibrio dependiendo de la relación entre las velocidades de alzamiento y de encajamiento del cauce principal. 
Cuando la velocidad del levantamiento es mayor a la del encajamiento del cauce principal, se produce una acumulación de pequeños conos sobre impuestos a las partes más internas del abanico. Originan una ordenación secuencial de granulometrías inversas.
Cuando la velocidad del levantamiento es menor a la del encajamiento del canal principal, toda la sedimentación se localizará hacia el pie del abanico, donde se construirán unos conos de deyección de menor entidad pero de gradación negativa.